# Tratado de Bromberg
El Tratado de Bromberg (en alemán: Vertrag von Bromberg,en latín: Pacta Bydgostensia) o Tratado de Bydgoszcz fue un pacto firmado entre Juan II Casimiro Vasa de Polonia y el elector Federico Guillermo de Brandeburgo-Prusia, ratificado en Bromberg el 6 de noviembre de 1657. El tratado englobó varios acuerdos previos, entre ellos el Tratado de Wehlau firmado el 19 de septiembre de 1657 por los representantes prusianos y polaco-lituanos en Wehlau. Por ello, este tratado también se conoce por el nombre de Tratado de Wehlau-Bromberg o Tratado de Wehlau y Bromberg (en polaco: traktat welawsko-bydgoski).
A cambio de ayuda militar en la segunda guerra del Norte y la devolución de Varmia a Polonia, el rey polaco concedió a la dinastía Hohenzollern de Brandeburgo la soberanía hereditaria del Ducado de Prusia, le cedió Draheim durante tres años como aval de un pago de ciento veinte mil táleros en concepto de indemnización bélica, Elbing con condiciones y le entregó Lauemburgo y Bütow en calidad de feudo hereditario.
El tratado fue confirmado y recibió el reconocimiento internacional en el Tratado de Oliva de 1660. Mientras que Polonia conservó Elbing, Lauemburgo, Bütow y Draheim posteriormente se integraron en Brandeburgo-Prusia. La soberanía de Prusia constituyó la base legal para la posterior coronación de los Hohenzollern como reyes de Prusia. El Tratado de Wehlau-Bromberg estuvo en vigor hasta que fue sustituido por el Tratado de Varsovia (18 de septiembre de 1773) tras la primera partición de Polonia. El tratado está considerado como uno de los peores errores de la política exterior polaca respecto a Prusia y sus consecuencias resultaron fatales para Polonia.

## Situación histórica

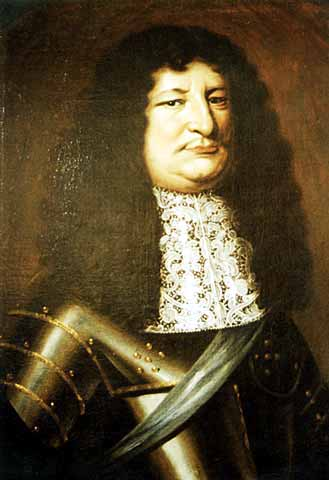
Federico Guillermo, elector de Brandeburgo y duque de Prusia.

El Ducado de Prusia se constituyó como feudo polaco del duque Alberto en el Tratado de Cracovia del 8 de abril de 1525. El feudo era hereditario y, en caso de que el linaje de Alberto y de sus hermanos se extinguiese por línea paterna, el tratado establecía que volvería al rey polaco, que entonces tendría que nombrar un gobernador nacido en Prusia y que hablase alemán. El 4 de junio de 1563, el rey polaco Segismundo II Augusto Jagellón cambió esta cláusula y otorgó el privilegio en Petrikau de que tanto la rama de Alberto de la Casa de Hohenzollern (los Hohenzollern-Ansbach) como la de Brandeburgo pudiese heredar el territorio. Este privilegio permitió que los electores brandeburgueses asumiesen el título de duques de Prusia cuando se extinguió el linaje de los Hohenzollern-Ansbach en 1618.
En 1656, a principios de la segunda guerra del Norte, los Hohenzollern de Brandeburgo recibieron el Ducado de Prusia y Ermland (Ermeland, Warmia) como feudos del rey de Suecia de acuerdo a lo dispuesto en el Tratado de Königsberg; luego el monarca sueco les liberó del vasallaje y les hizo soberanos absolutos de estas provincias. Después de luchar en el bando sueco en 1656, destacándose en la batalla de Varsovia, el Hohenzollern Federico Guillermo se mostró dispuesto a abandonar a su anterior aliado y cambiar de bando cuando la suerte de la guerra dejó de favorecerlo; comunicó al rey polaco Juan Casimiro sus condiciones: deseaba recibir los mismos privilegios que antes le había otorgado el rey sueco Carlos X Gustavo de Suecia; polacos y brandeburgueses negociaron primero en Wehlau (Welawa, ahora Znamensk) y luego en Bromberg (Bygost, Bydgoszcz).
La razón por la que los polacos deseaban aliarse a Brandeburgo-Prusia era para acelerar el fin de la contienda con Suecia. El 3 de noviembre de 1656, en la Tregua de Vilna se le había prometido a Alejo I de Rusia que sería designado sucesor al trono polaco en la próxima dieta a cambio de que pusiese fin a su ofensiva en Polonia-Lituania y acometiese a Suecia. Si bien en el Gran Ducado de Lituania este tratado contaba con el beneplácito de parte de la nobleza, que esperaba obtener de él mayores privilegios, no ocurría lo mismo en el Reino de Polonia, donde los privilegiados trataron de evitar que Alejo se hiciese con el trono. Así, les urgía ampliar la liga contra los suecos para tratar de acabar cuanto antes el conflicto con ellos y poder evitar de esta manera el cumplimiento de lo estipulado en el armisticio de Vilna. Rusia, por su parte, era remisa a apoyar a Polonia contra Suecia antes de que la dieta confirmase lo firmado en Vilna. Los polaco-lituanos se aseguraron otro aliado contra los suecos: los Habsburgo austriacos, que firmaron con ellos dos tratados, el primer y segundo tratados de Viena; estos pactos tenían el inconveniente de que los gastos de las tropas austriacas que acudirían en socorro de los polacos corrían a cargo de estos. Un tercer aliado de la república era Dinamarca-Noruega, que se unió a la coalición antisueca en junio de 1657, tras la firma del segundo tratado de Viena. Sin embargo, Dinamarca no luchaba en territorio polaco, y pese a que su participación obligó a Carlos Gustavo a emplear parte de sus fuerzas contra ella y a que en julio Polonia-Lituania y ella firmaron una alianza, el objetivo danés era recuperar los territorios escandinavos que había perdido en el segundo Tratado de Brömsebro (1645).
Lo que deseaban los Habsburgo era congraciarse con Federico Guillermo quien, como príncipe elector, podía resultar un valioso aliado político en el Sacro Imperio Romano Germánico. Fundamentalmente, el objetivo de los Habsburgo era que el elector abandonase a los suecos y cambiase de bando, y para ello le enviaron un emisario, el diplomático Franz Paul Freiherr von Lisola.
Bromberg y Wehlau se consideran «tratados gemelos», «tratados complementarios» o un único tratado, tanto que a veces se les denomina con un nombre común a ambos: Tratado de Wehlau y Bromberg o Tratado de Wehlau-Bromberg.

## Ratificación y confirmación

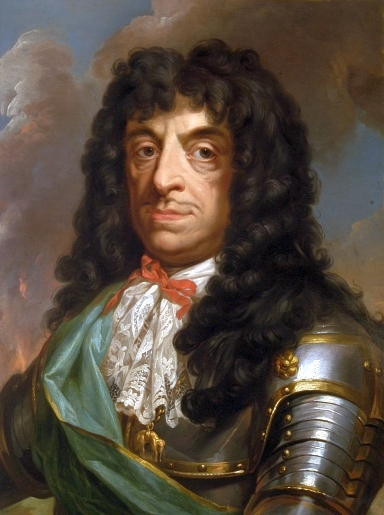
El rey Juan II Casimiro Vasa, soberano de Polonia-Lituania.

El tratado preliminar de Wehlau lo firmaron el 19 de septiembre de 1657 los emisarios de Federico Guillermo, Von Schwerin y Von Somnitz, así como el príncipe-obispo de Varmia y Wincenty Korwin Gosiewski por parte de la República de las Dos Naciones, y el representante austriaco que había participado como mediador en la negociación freiherr Franz von Lisola.
La versión final del tratado la ratificaron el 6 de noviembre Federico Guillermo y Juan Casimiro en Bromberg (Bydgoszcz). Ambos asistieron a la ceremonia con sus esposas: Luisa Enriqueta de Nassau y María Luisa de Gonzaga, respectivamente. También estuvo presente el alcalde de Danzig (Gdansk), Adrian von der Linde.
Los tratados de Wehlau y Bromberg fueron confirmados por los firmantes y reconocidos internacionalmente en la Paz de Oliva, que puso fin a la segunda guerra nórdica en 1660, y también por el Sejm en 1659 y 1661.

## Acuerdos
El tratado ratificado en Bromberg constaba de tres partes. La primera la formaban veintidós artículos y trataba principalmente acerca de la situación y sucesión de Prusia, la liga brandeburgo-polaca y la ayuda militar que los nuevos aliados se prestarían; se redactó en Wehlau y allí lo firmaron los representantes plenipotenciarios brandeburgueses y polacos y el mediador austriaco. La segunda parte era una convención especial (Specialis Convención) de seis artículos, también redactada y firmada por los plenipotenciarios y el mediador en Wehlau, en el que se detallaba la alianza y la ayuda militar consecuente. La tercera parte corregía el acuerdo de Wehlau y versaba principalmente sobre concesiones polacas.

### Estado de Prusia
Los polaco-lituanos aceptaron que la Casa de Hohenzollern heredase el Ducado de Prusia, del que Federico Guillermo ya era soberano pleno por el Tratado de Labiau suscrito por suecos y brandeburgueses.

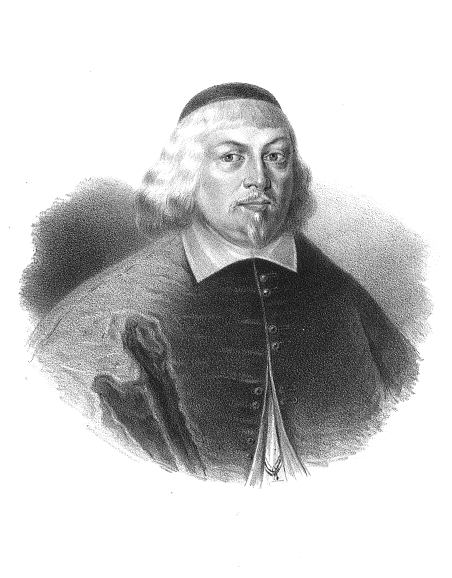
Wacław LeszczyńEsquí (Venceslaus Les(z)ningún), arzobispo de Ermland (Warmia).

La soberanía hereditaria de los Hohenzollern se limitaba, empero, al Ducado de Prusia y no incluía Varmia que Polonia debía recuperar. Además, en caso de que se extinguiese la dinastía Hohenzollern brandeburguesa por línea masculina, el ducado revertiría a la Corona polaca. Debido a esta cláusula, los estados prusianos tenían que rendir homenaje condicional a un enviado de los reyes polacos cuando estos accedían al trono (hommagium eventuale, Eventualhuldigung), aunque esta era la única relación con el reino, que les liberó de anteriores juramentos y obligaciones.
La Iglesia católica en el ducado quedaba sometida al arzobispo de Varmia, conservaba sus posesiones e ingresos y disfrutaría de libertad de culto.

### Ayuda militar
Brandeburgo-Prusia se comprometía a ayudar militarmente a Polonia contra el Imperio sueco en la segunda guerra del Norte. Federico Guillermo ya había prometido en Wehlau aportar a Juan Casimiro ocho mil soldados, y las dos partes sellaron una «alianza eterna». En Bromberg se pactó que desde su provincia prusiana, Federico Guillermo enviaría mil quinientos peones y quinientos caballeros para unirse al ejército del rey polaco.

### Acuerdos financieros y territoriales
A cambio, la Corona polaca concedió a Brandeburgo-Prusia Lauemburgo y Bütow en calidad de feudo hereditario. Las condiciones de tenencia de este eran las mismas que las que antes había tenido la Casa de Pomerania: no conllevaba otra obligación que la de que el feudatario enviase representantes a las coronaciones de los reyes polacos, quienes a su vez confirmarían por escrito la concesión del feudo a los Hohenzollern. En caso de que la dinastía Hohenzollern quedase sin heredero varón, la Corona polaca recuperaría el territorio.
Además de Lauemburgo y Bütow, Brandeburgo-Prusia recibía la ciudad de Elbing. En una enmienda posterior del acuerdo, Brandeburgo-Prusia accedía a devolver la ciudad a Polonia si esta pagaba por ella cuatrocientos mil táleros.
La tercera concesión polaca era el pago de ciento veinte mil táleros a Brandeburgo-Prusia como indemnización por los daños bélicos que esta pudiese sufrir al entrar en guerra del lado polaco. Como aval, los polacos entregaban durante tres años a Brandeburgo el distrito de Draheim. Este comprendía la ciudad de Tempelburg y dieciocho pueblos situados junto a la frontera de la Pomerania brandeburguesa. La suma tenía que pagarse en plazos anuales de cuarenta mil táleros, y Brandeburgo podría conservar Draheim si la compensación no se había pagado completamente al final del tercer año.
Se garantizaba además la libertad de culto a los católicos de Draheim. Los Hohenzollern también se comprometieron a permitir la actuación de la Iglesia católica en Lauemburgo y Bütow. Las comunidades católicas quedarían subordinadas al obispo de Cuyavia, que devendría su representante, y mantendrían sus ingresos, mientras el elector de Brandeburgo y la nobleza de la comarca obtendrían el patronazgo de las iglesias.
Se mantenían asimismo en vigor los derechos de la nobleza de Lauemburgo y Bütow, las sentencias de dictadas por los tribunales y los privilegios concedidos hasta entonces. La administración de la región tendría que ejercerse de la misma manera que en tiempos de los duques de Pomerania. En una nota que Juan Casimiro envió a los nobles de la región con ocasión del tratado les aseguró que Polonia seguiría considerándolos miembros de la República de las Dos Naciones, y que por ello disfrutarían de los mismos derechos y oportunidades que los aristócratas polacos si decidían mudarse a Polonia.

## Aplicación y consecuencias

### En Prusia
El tratado tuvo que afrontar para empezar las protestas de los estados prusianos, que temían perder privilegios por su causa. Por encabezar la oposición al documento, el alcalde de Königsberg Hieronymus Roth fue encarcelado durante dieciséis años, y falleció en prisión. La oposición de los estados cesó en 1663, cuando por fin juraron lealtad a Federico Guillermo. La subordinación eclesiástica de la Iglesia católica al príncipe-obispo de Ermland (Warmia) de la Prusia Real también causó tensiones con la Casa de Hohenzollern. A pesar de estos problemas, fue la soberanía del ducado de Prusia lo que les permitió a los Hohenzollern brandeburgueses proclamarse «reyes de Prusia» en 1701.

### En Lauemburgo y Bütow
El representante de Juan Casimino Ignatz Bokowski fue el encargado de entregar oficialmente Lauemburgo y Bütow a sus homólogos brandeburgueses Adam von Podewils y Ulrich Gottfried von Somnitz en abril de 1658. Durante la ceremonia, los habitantes plebeyos prestaron el mismo juramente de lealtad al elector de Brandeburgo que habían prestado antes a los duques de Pomerania, mientras que los nobles emplearon uno algo diferente. Sesenta y tres familias nobles de Lauemburgo y cuarenta y tres de Bütow, representadas en la ceremonia por doscientas veinte personas, prestaron el juramento. Tres de estas lo hicieron en polaco. La Administración prusiano-brandeburguesa no aceptó, sin embargo, la pertenencia de todas estas familias a la nobleza: en mayo, aparecían como tales solamente trece nativas y seis inmigrantes de Pomerania en Lauemburgo y cuatro en Bütow; el resto aparecían en los documentos como besondere freye Leute («personas libres especiales»).
Loe electores de Brandeburgo añadieron a sus títulos el del dominus de Lauenburg et Bytaw, pese a que los polacos trataron que lo cambiasen, eliminando el término dominus (señor) por el de fiduciarus (feudatario). Hasta 1771, la sede administrativa de Lauemburgo y Bütow estuvo en Lauemburgo, donde residía el oberhauptmann; en esta localidad prestaban juramento de lealtad los nobles al elector y se reunían las asambleas de la nobleza en un landtag denominado «Seymik». A partir de 1771, la sede administrativa de la región pasó a Stettin (Szczecin) como el resto de la Pomerania brandeburguesa; los juramentos de fidelidad de la nobleza a los reyes prusianos se realizaron desde entonces junto con los del resto de los estados pomeranos, en Stettin.
La asistencia de delegados brandeburgueses a la coronación de los soberanos polacos se verificó hasta 1698, año en el que los prusianos dejaron de cumplir esta cláusula del tratado. El Tratado de Varsovia (1773), firmado tras la primera partición de Polonia de 1772, sustituyó al de Bromberg. Este nuevo tratado abrogó lo dispuesto en el de Bromberg; entre otras consecuencias, se abolieron los derechos y garantías de la Iglesia católica y de los nobles y la Corona polaca renunció a sus derechos en Lauemburgo y Bütow, que dejó de ser su feudo y que ya no podría recuperar en caso de que se extinguiese el linaje de los Hohenzollern.

### En Elbing/Elbląg

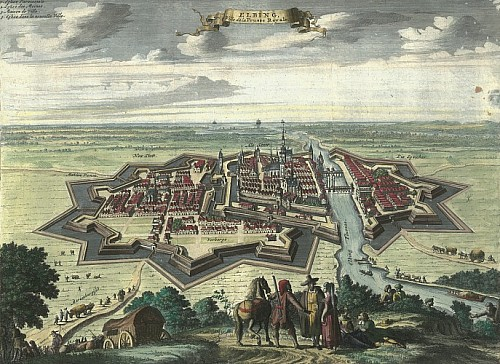
Elbing (Elbląg)

En 1660 se retiró la guarnición sueca de Elbing y la República de las Dos Naciones se apoderó de ella adelantándose a los prusiano-brandeburgueses, pese a no haber pagado por ella lo acordado en Bromberg. Debido a esto, Federico Guillermo no apoyó a Polonia en la guerra ruso-polaca (1654-1667) y mantuvo el acuerdo de neutralidad que había concluido con Rusia en 1656. Polonia conservó la ciudad hasta la primera partición de Polonia de 1772, salvo por cortos periodos, en 1698/1699 y 1703. En 1698, el rey polaco Augusto II permitió que tropas prusianas cercasen y asaltasen Elbing; estas se retiraron al año siguiente por petición rusa: Rusia recibió a cambio las joyas de la Corona polaca como aval de los pagos a los que se había comprometido. Cuando Augusto no desembolsó lo acordado, los prusianos volvieron a conquistar la ciudad en 1703, durante la Gran Guerra del Norte, pero se retiraron de nuevo poco después conminados a ello por los suecos.

### Draheim

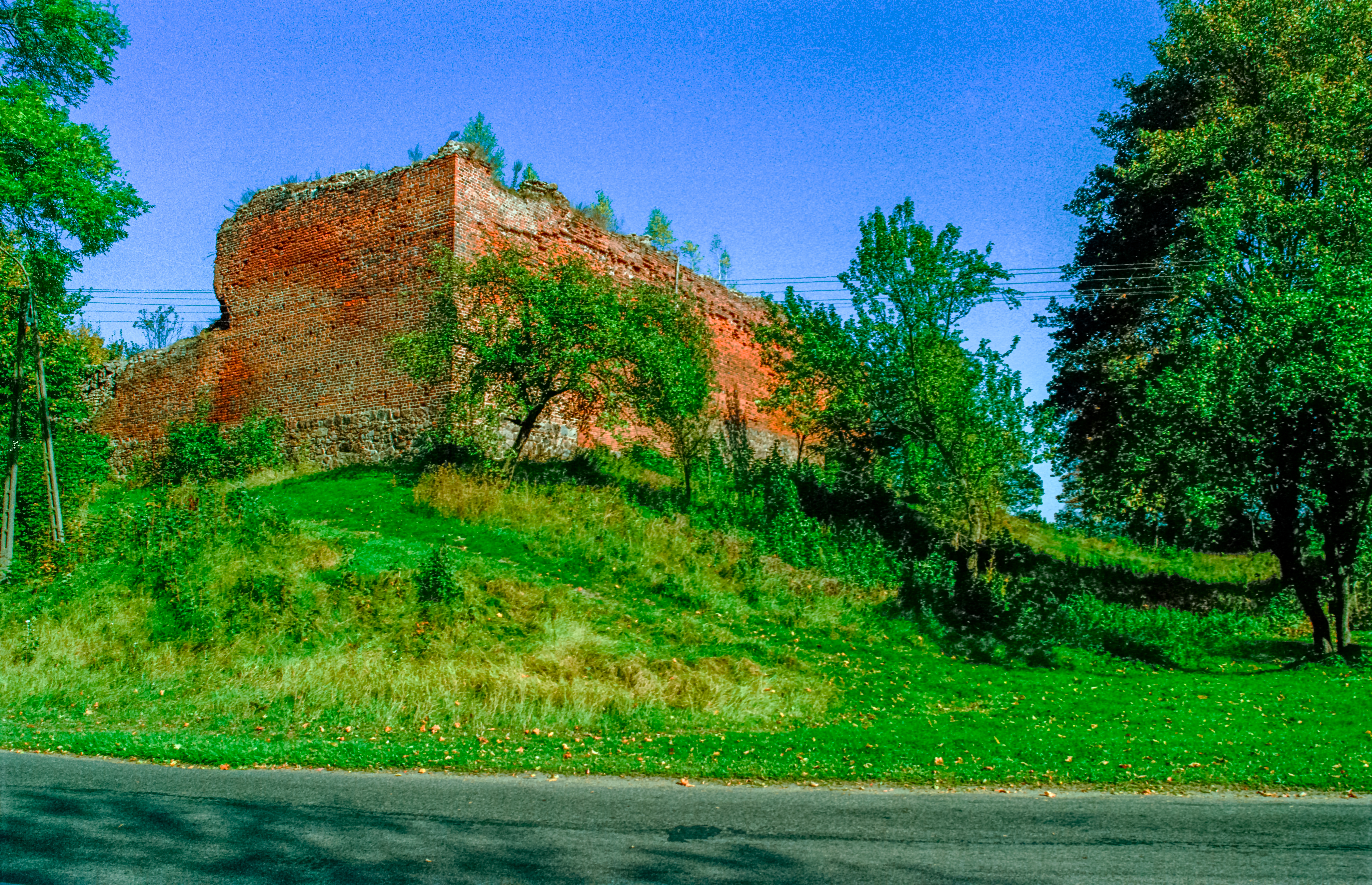
Ruinas del castillo de Draheim.

Además de Elbing, la república deseaba conservar también Draheim, pero Federico Guillermo lo impidió al adueñarse de ella en 1663. Aunque desde la década de 1720 el gobierno de la provincia brandeburguesa de Pomerania se encargó de la gestión de Draheim, esta conservó su independencia de Pomerania hasta que entró en vigor el Tratado de Varsovia de 1773, que abrogó las disposiciones del de Bromberg. Hasta 1773, Polonia tuvo la posibilidad de recuperar Draheim mediante la compra de la ciudad, aunque nunca ejerció este derecho. No obstante, la Corona polaca recalcó hasta 1680 este derecho a la soberanía del lugar mediante la concesión de privilegios a sus schulze (alcaldes). En el artículo V del Tratado de Varsovia, Polonia renunció al derecho de recobrar Draheim mediante el pago de una indemnización y la cedió a Prusia «por toda la eternidad».

## Impacto y valoración
Según Robert I. Frost para la Casa de Hohenzollern, el Tratado de Wehlau-Bromberg resultó «un triunfo geopolítico y motivo de riqueza y prestigio», mientras que Polonia se «benefició sustancialmente» de la ayuda brandeburguesa durante la guerra; Polonia realizó las concesiones del tratado de manera temporal y con el propósito de anularlas en el futuro, si bien no pudo hacerlo por su debilidad posterior. Christopher M. Clark afirma por su parte que Juan Casimiro deseaba por una parte «separar a Brandeburgo de Suecia y neutralizar la amenaza militar que suponía» cuando Polonia-Lituania se hallaba enfrascada en el conflicto con Rusia, y por otro estaba dispuesto a aceptar las exigencias de los Hohenzollern por la insistencia de la Casa de Habsburgo, que tras el fallecimiento repentino del emperador ese mismo año necesitaba asegurarse el voto del elector, y cuyas «intimaciones [...] tenían gran peso en Polonia porque esta contaba con obtener la colaboración austriaca en caso de que se reanudase el conflicto con Suecia o Rusia». Clark considera así que Federico Guillermo «se benefició de acontecimientos internacionales que no controlaba», y confirma su tesis por lo sucedido más tarde, cuando el elector no pudo sacar más rédito de la situación a causa de la intervención francesa en el Tratado de Oliva.
Józef Włodarski considera el tratado como una de las peores equivocaciones de la política exterior polaca respecto a Prusia, con consecuencias funestas para Polonia. Según Anna Kamińska, el tratado marcó el fin de la influencia polaca en el Báltico y el comienzo de la decadencia del poderío polaco-lituano en Europa. Frost indica que otros historiadores como Kazimierz Piwarski también criticaron el tratado: este afirmó que el precio que pagó Polonia en Bromberg fue excesivo. Según Frost, estos críticos no tienen en cuenta la coyuntura y juzgan centrándose en las posteriores particiones del país: «Los políticos [polacos] de entonces eran conscientes de los peligros de conceder la soberanía, que aceptaron no porque fueran estúpidos, indiferentes o careciesen de visión, sino porque las alternativas les parecían peores para los intereses de la Mancomunidad». Aunque Frost sostiene que la afirmación de Piwarski de que la decisión polaca fue muy influida por los Habsburgo tiene parte de razón, también indica que los polacos ya estaban interesados en pactar con Brandeburgo en 1656, bastante antes de la intervención de Lisola.